# Huvudstaleden

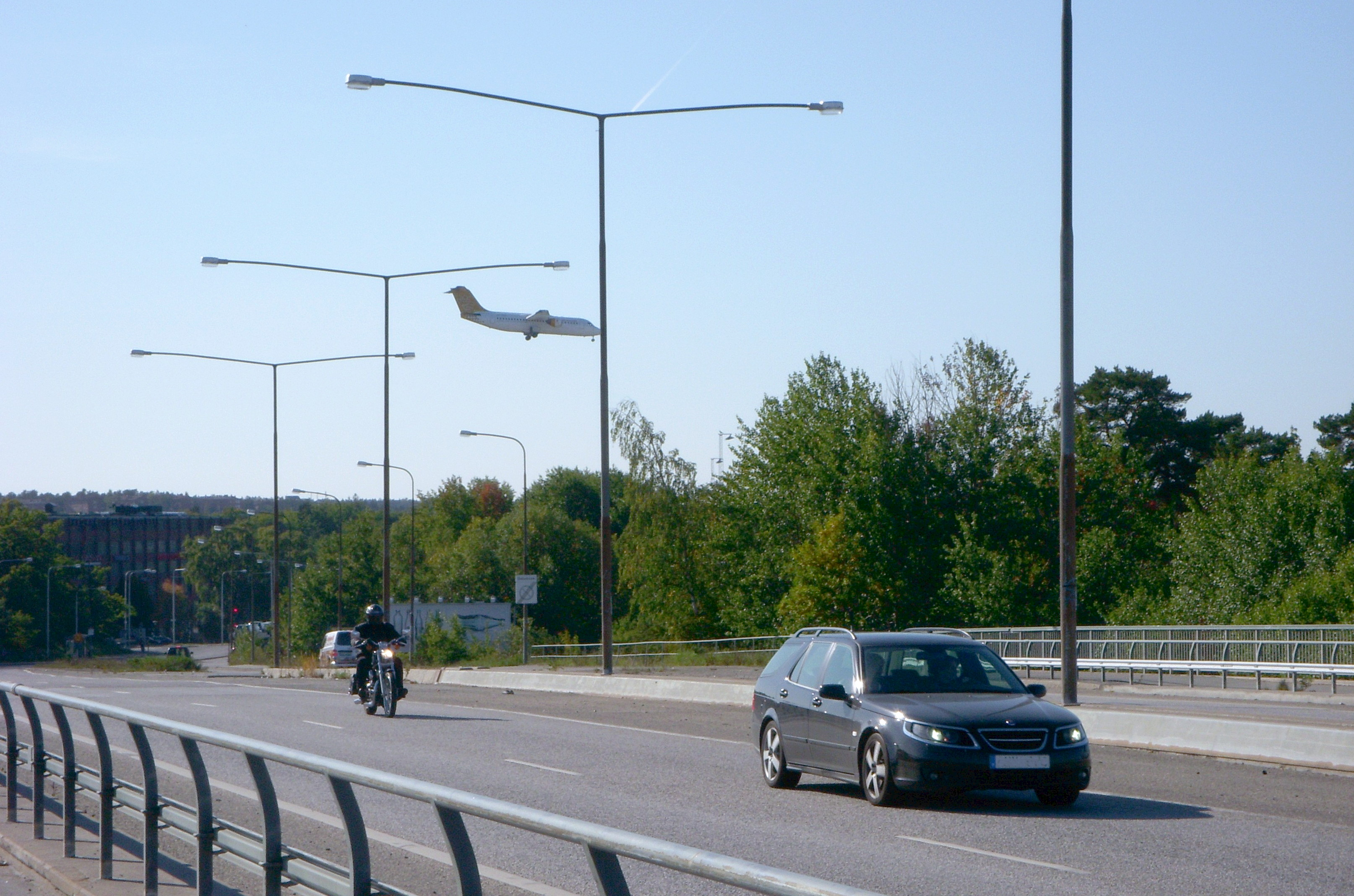
Huvudstaleden vid Bällstaviken, vy västerut.

Huvudstaleden är en tvärförbindelse mellan västra Stockholm och Solna. Den planerades ursprungligen i början på 1960-talet som västra delen av en sammanhängande stadsmotorväg från Brommaplan till Roslagstull, senare Värtahamnen, tillsammans med Norra länken. De båda halvorna skildes av Pampas trafikplats, där även Essingeleden och Klarastrandsleden skulle ansluta. Bygget påbörjades 1964 men har bara delvis färdigställts.

## Historik
På 1950-talet blev det aktuellt med en kompletterande trafikled mellan Stockholms innerstad och områden i väst och nordväst.  Enligt "1960 års trafikledsplan för Stockholm" och "Generalplan för Solna 1958" förutsattes en sådan komplettering genom en trafikled med sträckning: Brommaplan - Ulvsundavägen - Bällstaviken - Huvudsta - Västra skogen - Karlbergs slott -  Essingeleden - Klarastrandsleden.  
Arbetet med den första delsträckan mellan Ulvsundavägen och Frösundaleden i Solna påbörjades 1964, samtidigt byggdes Huvudstabron över Bällstaviken. Både bron och ledens första deletapp invigdes 1967. Vägavsnittet och bron fick motorvägsstandard. För den fortsatta sträckningen genom Solna reserverades plats och för korsande gator byggdes viadukter.  Även anslutningsramper till Essingeleden (vid nuvarande Pampas trafikplats)  färdigställdes. Dessa syns fortfarande idag, en av dem heter numera “Pampaslänken”.

## Leden idag
Projektet avstannade, huvudsakligen på grund av brist på medel och att miljöopinionen krävde att leden skulle föras i en 1000 meter lång tunnel under Huvudsta. Vissa mindre arbeten utfördes dock inom Pampas trafikplats åren 1982-84, där en lång avfartsramp (på bro) byggdes längs Tomteboda postterminal. Rampen öppnades i början av 2020-talet för busstrafik till Tomteboda bussdepå. Den är inte öppen för övrig trafik. Idag (2024) är Huvudstaledens östliga slut kopplat till Frösundaleden och en kvarvarande cirka 200 meter lång motorvägsstump nyttjades tidigare som uppställningsplats av bostadsbaracker för studentbostäder Campus Solna. Denna del är idag en så kallad ruinmotorväg.
Fortfarande (2014) finns ingen tidplan för det fortsatta bygget. Planeringsarbetet fortsätter dock och leden finns med i de kommunala och regionala planerna. Inom Stockholm kommun handlar pågående planeringsarbete om hur leden skall anslutas till Bergslagsvägen. Planerna i Solna utgår från en tunnelförläggning och det fortsatta planeringsarbetet ingår i den nationella planen

## Bildgalleri

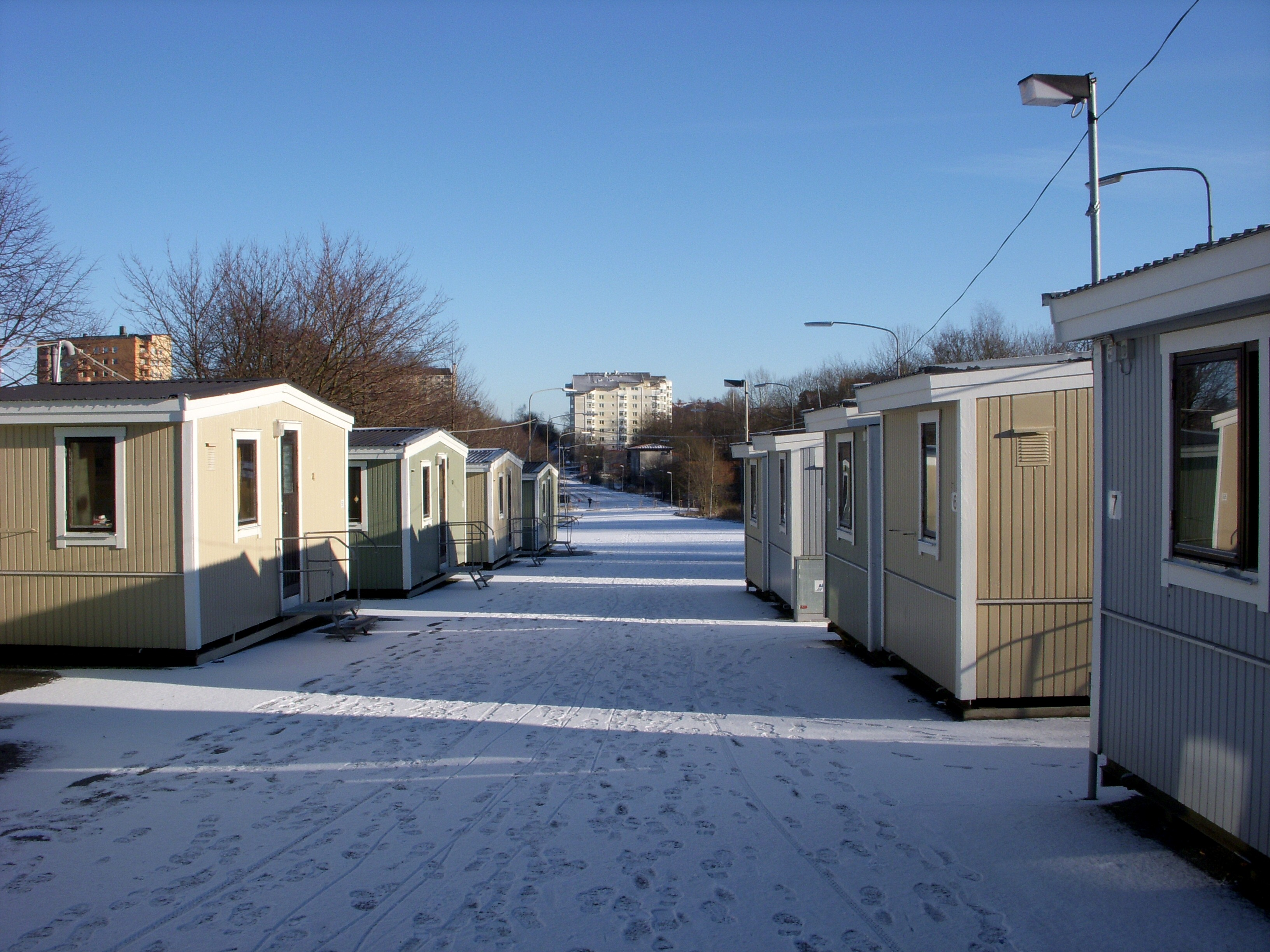
Ruinmotorväg med "Campus Solna"
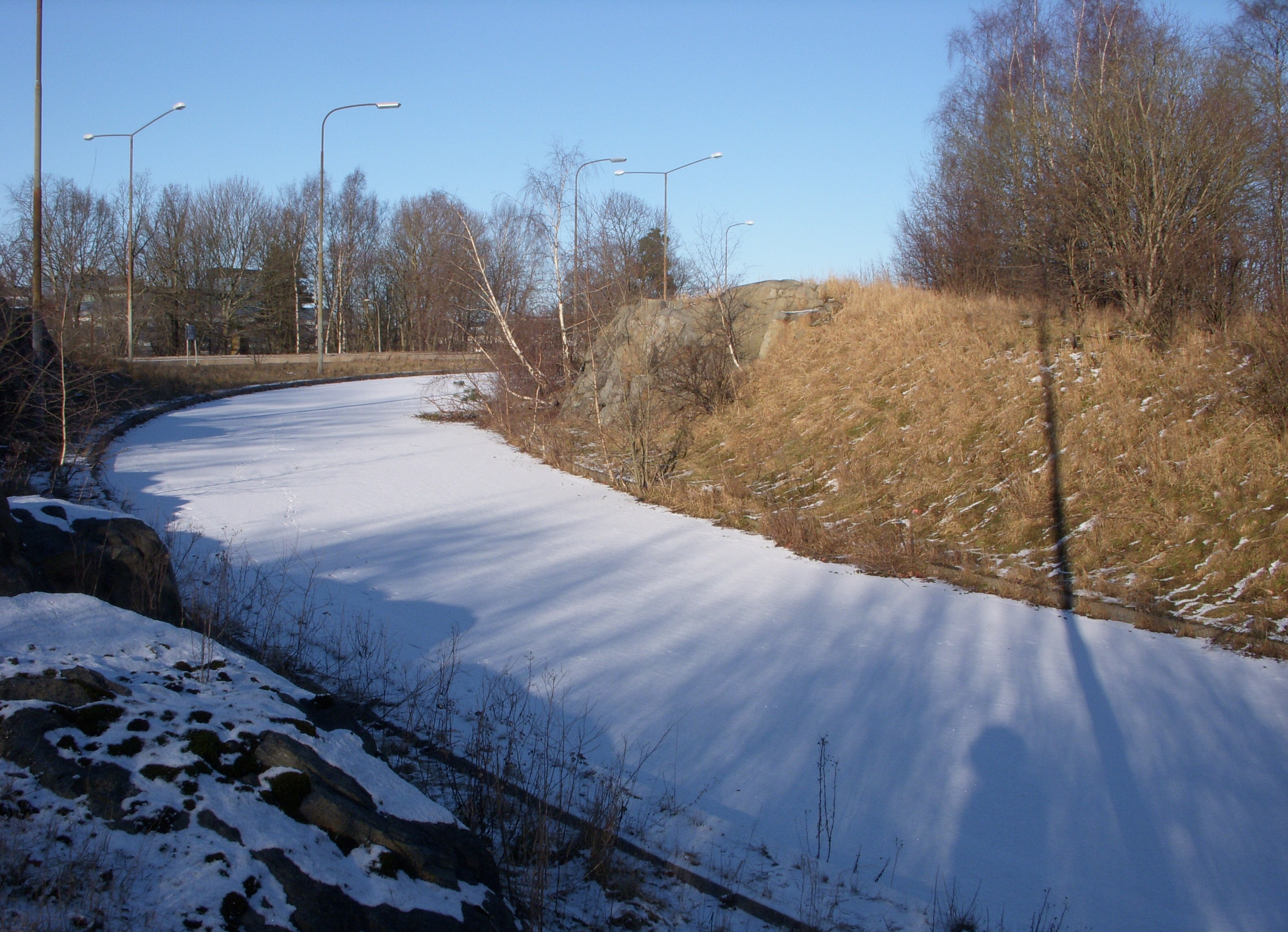
Påfartsramp öster om Huvudstabron
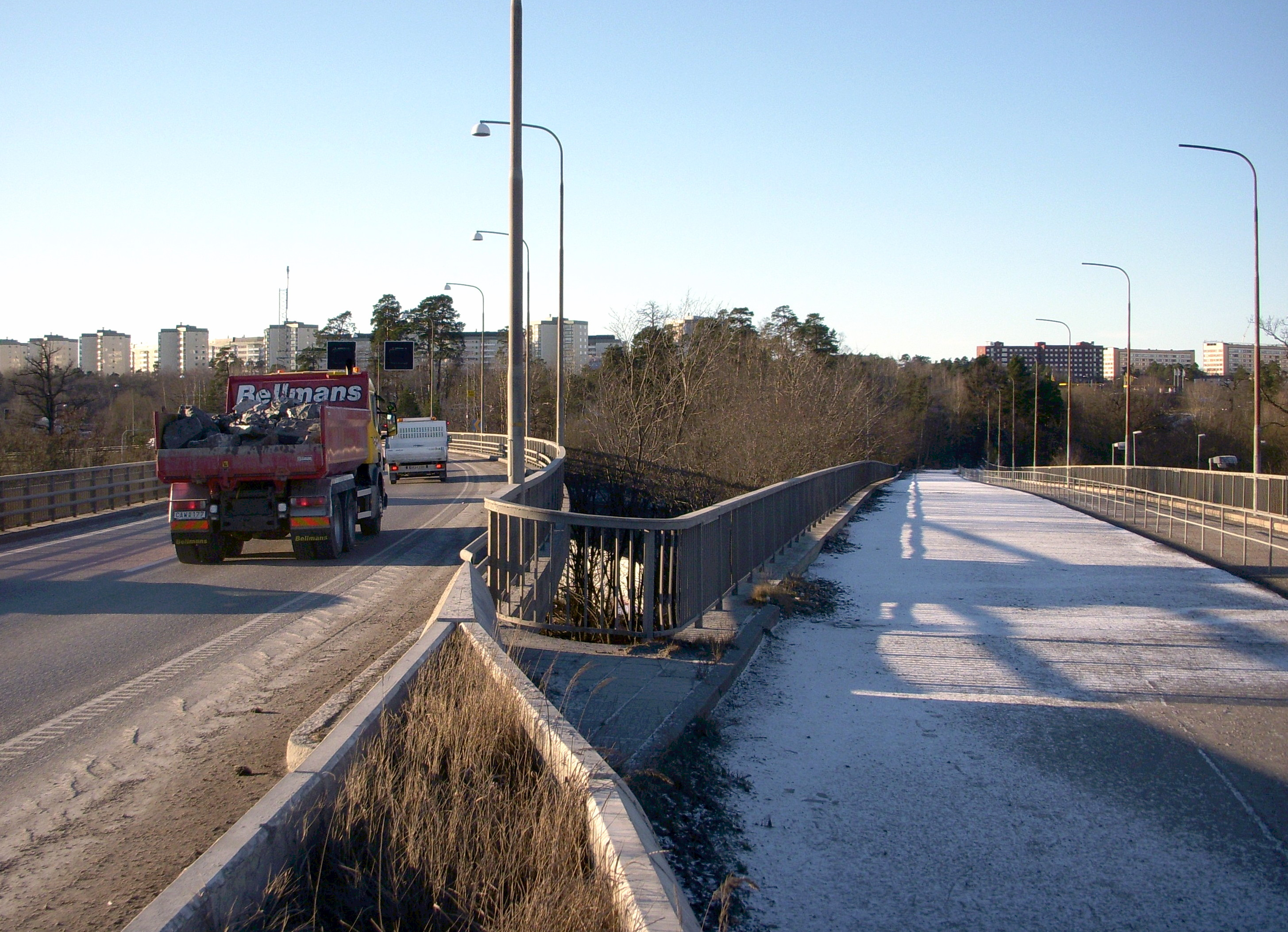
Avfartsramp vid "Pampas trafikplats"
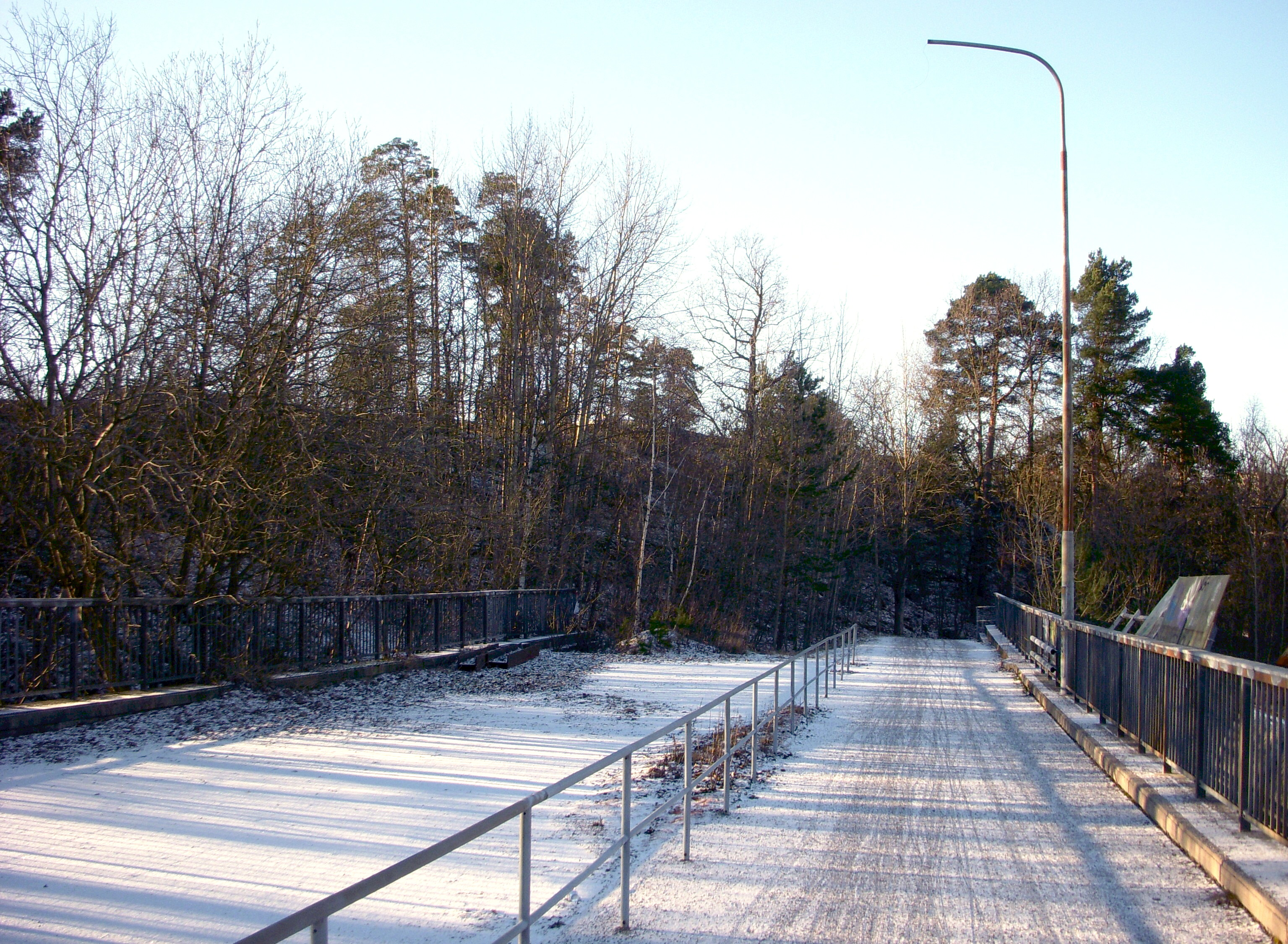
Avfartsrampen slutar i ett buskage